# Шалгай (Аршалынский район)
Шалгай (каз. Шалғай, до 2008 г. - Бирсуат) — бывший аул в Аршалынском районе Акмолинской области Казахстана. Входило в состав Берсуатского сельского округа. Код КАТО — 113437107.

## География
Аул располагался в южной части района, на расстоянии примерно 36 километров (по прямой) к юго-западу от административного центра района — посёлка Аршалы, в 20 километрах к западу от административного центра сельского округа — села Берсуат.
Абсолютная высота — 432 метров над уровнем моря.
Ближайшие населённые пункты: село Берсуат — на востоке.

## История
В 2009 году переведено в категорию иных поселений, включено в состав села Берсуат.

## Население
В 1989 году население аула составляло 333 человека (из них казахи — 48%, русские — 28%).

В 1999 году население аула составляло 196 человек (100 мужчин и 96 женщин). По данным переписи 2009 года, в ауле проживало 26 человек (17 мужчин и 9 женщин)
| Численность населения | Численность населения | Численность населения |
| 1989                  | 1999                  | 2009                  |
| --------------------- | --------------------- | --------------------- |
| 333                   | ↘196                  | ↘26                   |